# Falkenstein/Vogtl.
Pour les articles homonymes, voir Falkenstein.
Falkenstein/Vogtl. est une ville de Saxe (Allemagne), située dans l'arrondissement du Vogtland, dans le district de Chemnitz.